# Hrad

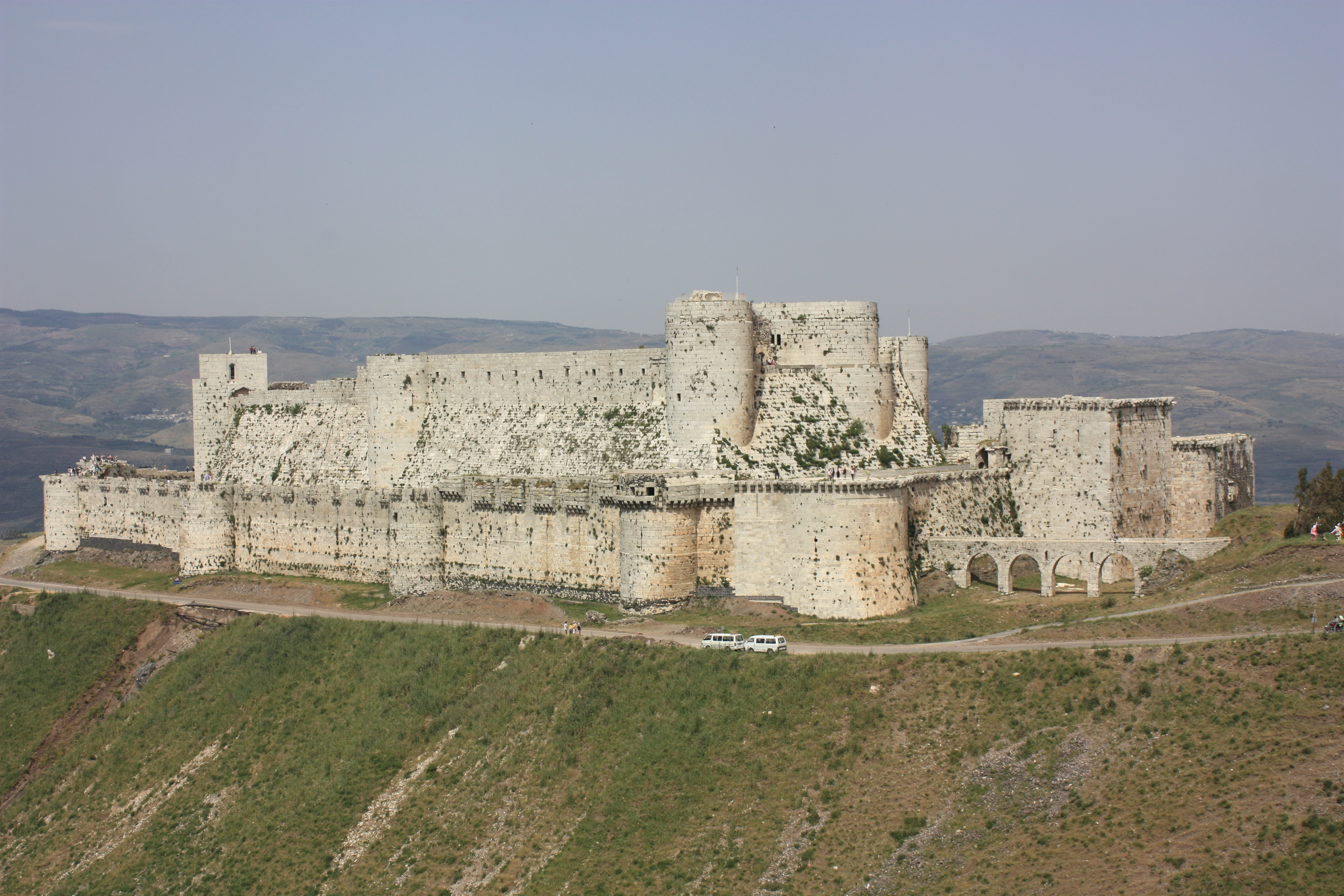
Krak des Chevaliers, největší z křižáckých hradů na Blízkém východě

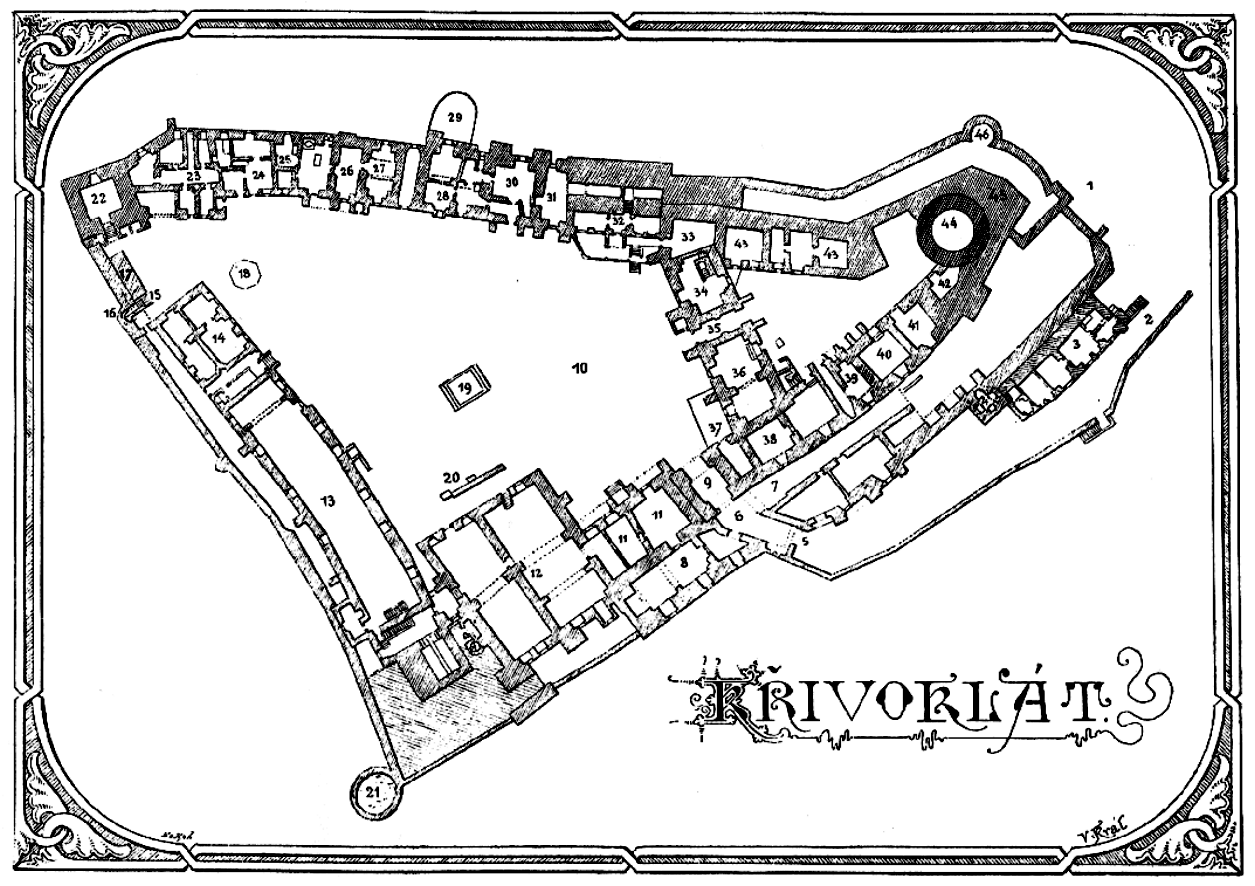
Půdorys Křivoklátu představuje ukázku dispozice hradu s obvodovou zástavbou

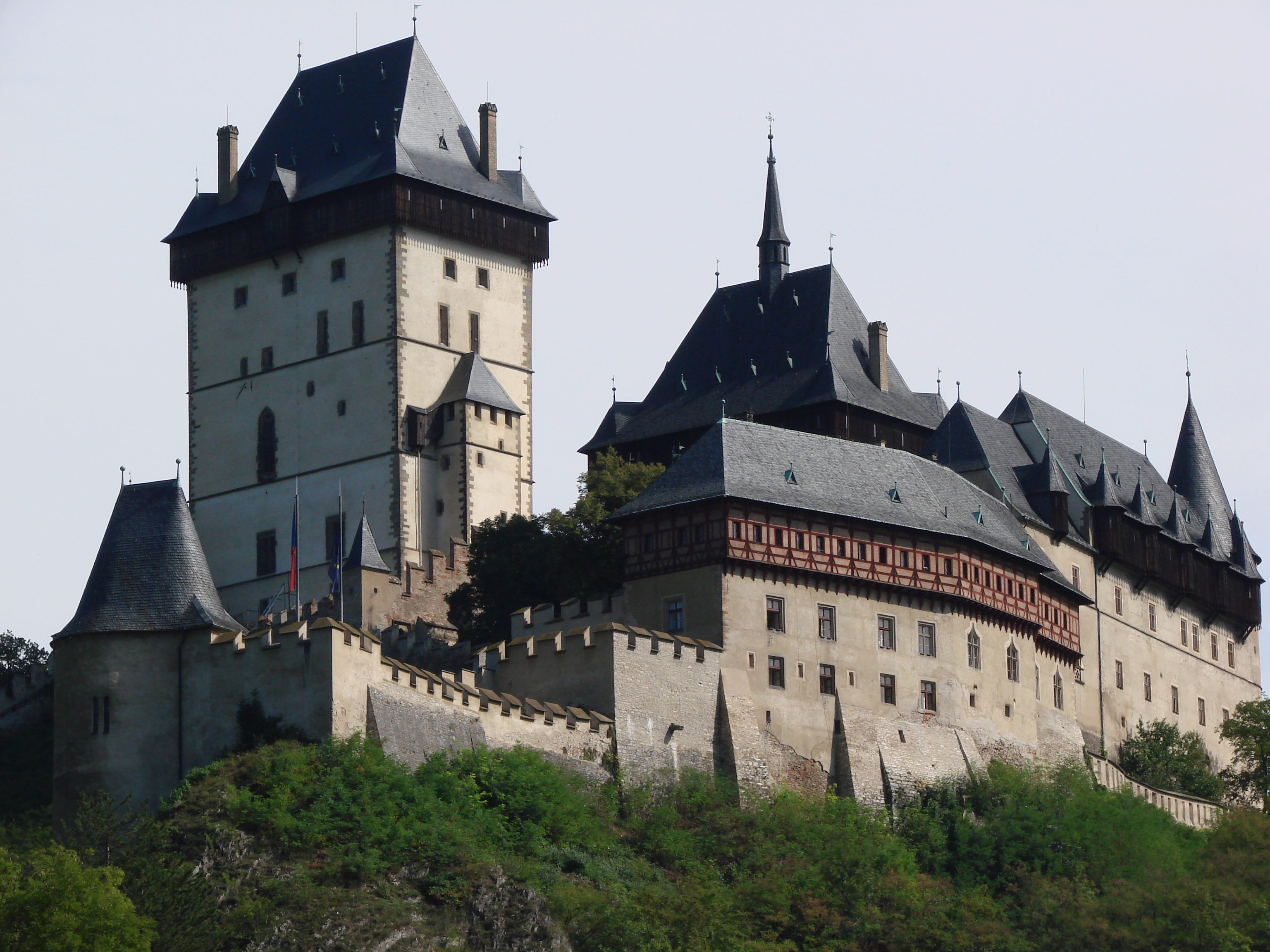
Karlštejn

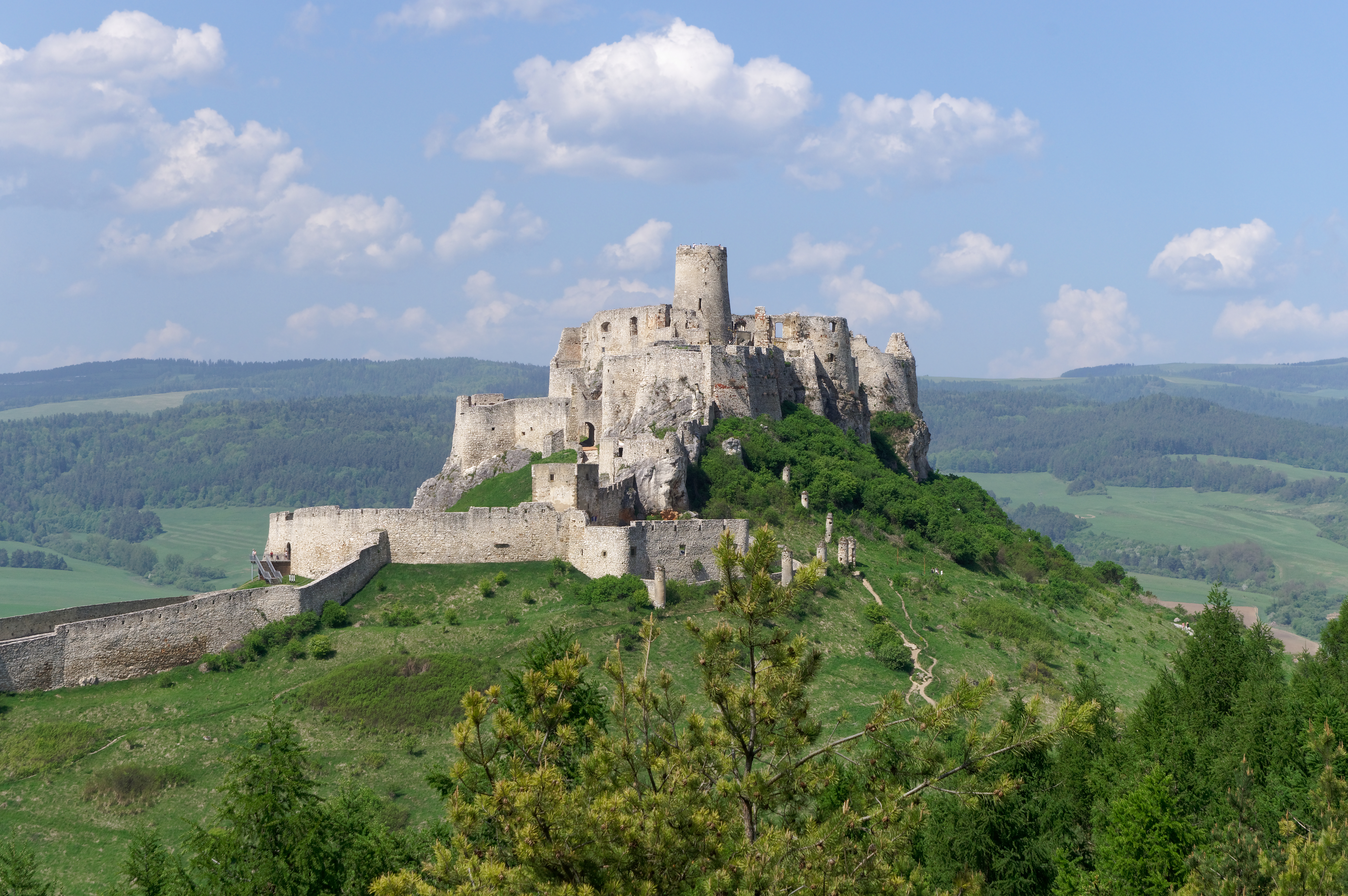
Spišský hrad na Slovensku

Hrad je opevněné feudální sídlo vystavěné většinou v rozmezí jedenáctého až šestnáctého století. Ve spojení raně středověký hrad označuje raně středověká hradiště. Největším hradem v Česku a zároveň jedním z největších hradů na světě je Pražský hrad.

## Typy hradů podle dispozice
Česká literatura rozlišuje základní typy hradů rozdělené podle rozmístění a vzájemného vztahu budov:
- Hrad přechodného typu – skupina hradů na rozhraní mezi raně středověkými hradišti a vrcholně středověkými hrady. Vznikaly obvykle v první polovině 13. století, kdy představovaly dočasnou náhradu za plnohodnotné královské hrady. Charakteristické je pro ně mísení prvků obou skupin (hradišť i hradů). Typické je pro ně valové opevnění, ale val je na rozdíl od hradišť tvořen pouze náspem a čelní kamennou zdí. Příkladem jsou Tomášem Durdíkem prozkoumané lokality Angerbach u Kožlan a Hlavačov u Rakovníka v Přemyslovském loveckém hvozdu, Tachov, Týnec nad Sázavou.[2] Existence hradů přechodného typu byla odmítnuta profesorem Lubomírem Konečným nebo historikem Vladislavem Razímem.[3]
- Hrad s obvodovou zástavbou – rozměrný, obvykle vícedílný typ královského hradu rozvíjený od 13. století. Hradní budovy tvořily některými svými stranami součást opevnění. Hrady obvykle mívaly jednu nebo více věží bez schopnosti flankování. Od poloviny 13. století se součástí hradu stává také donjon. Do této skupiny patří např. Zvíkov, Křivoklát, Jindřichův Hradec, Osek, Bezděz, Příběnice (šlechtický) ad.
- Hrad bergfritového typu – patří sem jednoduché stavby zejména šlechtických rodů jako například hrad Zbiroh, u kterých stávala v čele hradu útočištná věž – bergfrit, která sloužila jako poslední útočiště obránců hradu. Proto byla převážně přístupná pouze po můstku nebo žebříku, který obránci mohli snadno odstranit. Je to základní typ šlechtického hradu 13. a 14. století. Příklady: Hasištejn, Krašov (bergfrit nahrazen věžicí), Kokořín, Šelmberk, Skalka
- Hrad donjonového typu je charakteristický pro první polovinu čtrnáctého století (Rabí, Čejchanov). Typicky je tvořen čtverhrannou obytnou věží obehnanou hradbou, ale výjimečně se může celý hrad skládat pouze z věže bez opevnění (Kunžvart). V rozvinutější podobě může být věž doplněna dalšími stavbami (Kozí hrádek).[4]
- Středoevropský kastel – hrad s pravidelným půdorysem (obvykle čtvercovým nebo obdélníkovým), věžemi v nárožích a obvodovou zástavbou. V Čechách je tento dispoziční typ užíván zejména pro stavbu hradů ve městech, kde ho bylo možné snadno vložit do pravidelné parcelní sítě (Písek, Kadaň).[5]
- Francouzský kastel se vyznačuje zejména množstvím obranných (zpravidla okrouhlých) věží rozmístěných po obvodu areálu tak, aby umožňovaly tzv. flankování – základní prvek aktivní obrany. Do Čech byl tento typ hradů importován ve 13. století, kdy také vznikla většina z příkladů známých na území Česka (Týřov, Konopiště).[6]
- Hrad s plášťovou zdí – typ bezvěžového hradu, u něhož je hlavním obranným prvkem silná plášťová zeď s průběžným ochozem, za níž jsou skryty budovy hradu.[7] Typickým příkladem jsou hrady Lanšperk a Košumberk.
- Hrad se štítovou zdí – vyznačuje se velice masivní tzv. štítovou zdí chránící zranitelné čelo areálu.[8] V Česku je příkladem Ralsko nebo Radkov.
- Hrad s palácem jako hlavní obrannou i obytnou stavbou – úsporný typ šlechtického hradu, jehož jádro tvoří palác s přihrazeným nádvořím.[9] Typickými zástupci jsou hrady Řebřík, Nový Žeberk, Tetín nebo Vlčtejn.
- Hrad blokového typu (bloková dispozice) je tvořený donjonem, který přímo navazuje na další palácová křídla. Ta ze tří stran nebo zcela obklopují obvykle malé nádvoří. Mezi nejstarší ukázky tohoto hradního typu z první poloviny čtrnáctého století patří Děvín nebo Zlenice. U rozsáhlejších staveb mohla být obytná věž zdvojena (Libštejn) nebo zástavba hradního jádra určitým způsobem rozvolněna (Okoř, Kost).[10]
- Hrad dvoupalácové dispozice – jádro hradu je tvořeno dvěma paláci svírajícími mezilehlé nádvoří. Tento hradní typ byl módní zejména ve 14. století. Známy jsou jak velmi malé hrady obsahující pouze výše popsané jádro obíhané jednoduchým opevněním (Kožlí), tak i velmi rozsáhlé a výstavné areály (Helfenburk u Bavorova, Dívčí Kámen).[11]

Zvláštním případem hradu je tzv. ganerbenburg, tj. hrad s více samostatnými jádry patřícími různým majitelům a společným vnějším opevněním (Choustník, Skála u Přeštic).

## Jiná členění
Další možné členění hradů je podle stavebníka na hrady královské a šlechtické, méně často se staviteli hradů stávala i církev (Blansek, Fulštejn), popřípadě bohatí měšťané (přestavba hradu Okoř).
Někdy jsou též hrady děleny podle polohy na hrady skalní, jeskynní, ostrožné, výšinné nebo vodní, jejichž hradby byly obklopené příkopy naplněnými vodou. Bývaly stavěny v rovinatém terénu. Příklady v Česku jsou Švihov nebo Blatná, v zahraničí například Loevestein v Nizozemsku.

## Vývoj hradů v zemích Koruny České
Jako prvotní fázi hradů na českém území můžeme definovat raně středověké hrady označované nepřesně jako hradiště (hradiska). Jednalo se o území opevněné pomocí zemního valu, který mohl mít rozdílnou konstrukci od prostého sypaného přes roštovou až po komorovou (srubovou). Většinou byl osazen dřevěnou palisádou. Přední strana mohla být zpevněna kamennou plentou (na sucho postavenou zdí). Na vojensky exponovaných místech byl většinou před val předsazen příkop. Do prostoru hradiště se vcházelo branou. Samotný prostor hradiště pak mohl být dále členěn na více prostor, kde na nejchráněnějším místě se nacházela akropole se sídlem majitele nebo správce.
Podle způsobu osídlení se hradiště dělí na útočištná, která sloužila jako místo obrany v případě nouze bez trvalého osídlení, a trvale osídlená, která mohla dosáhnout až rozměrů prvotních měst. Podle polohy se hradiště dělí na výšinná, nížinná, blatná nebo ostrožná.
Jako první kamenné hrady začal stavět panovník, následovala církev a pak i šlechta. Ve 14. století existovalo jenom v Čechách téměř 700 hradů.
V pozdním 14. a na počátku 15. století je i v Česku patrný vývoj směrem k zámku, kdy palác není stavěn na nejchráněnějším místě, ale dostává se do přední linie (Točník, Nový hrad u Kunratic, Krakovec). Tento vývoj byl přerušen husitskými válkami, kdy v reakci na vojenské události a masivní nasazení střelných zbraní dochází k různým tendencím – uchýlení se na nedostupné výšiny, vývoj prvních dělostřeleckých věží a bašt až po znovuzavedení zemních valů jako prvních v Evropě.